# Метатеза
 Тази статия е за явлението във фонологията.  За химичните реакции вижте реакция на двойно заместване.  
Метатезата е фонологично явление, при което фонеми или срички (най-често съседни) в дадена дума разменят местата си.
В българския език метатезата се наблюдава главно в общата за славянските езици ликвидна метатеза – разместване на плавните съгласни със съседна гласна, като най-типични са двойките на плавните съгласни с гласната „ъ“ (ър/ръ и ъл/лъ).